# Somatochlora williamsoni
Somatochlora williamsoni – gatunek ważki z rodziny szklarkowatych (Corduliidae). Występuje na terenie Ameryki Północnej.

## Charakterystyka
- Ubarwienie: szmaragdowe z ciemnymi paskami, dojrzałe osobniki nie mają jasno określonego koloru;

- Rozmiar: długość ciała oscyluje w granicach od 2,0 do 2,3 cala;
- Sezon lotów: w Wisconsin występuje od końca czerwca do początku września;
- Występowanie: najczęściej pojawiają się w okolicach strumieni i jezior, niekiedy w jeziorach bagiennych. Preferują zacienione siedliska[3].